# Мунд
Мунд (Мундон; ср.-греч. Μούνδος; умер в 536 под Салонами) — византийский полководец эпохи правления императора Юстиниана I.
Был варварским вождём, возглавлял армию, действовавшую в Подунавье, в 505 году в союзе с остготами разбил при Горреум Марги военного магистра Иллирика Флавия Сабиниана. Позже перешёл на сторону империи и получил должность магистра армии. В 532 году сыграл важную роль в подавлении восстания Ника в Константинополе, в 535 году возглавил армию, направленную в остготскую Италию. Погиб в сражении.

## Биография

### Происхождение
В источниках по-разному сообщается о происхождении Мунда, сходясь только в одном: он был варваром. Иордан Готский причислял Мунда к «каким-то родичам Аттилы» (причём это не обязательно говорит о его принадлежности к гуннам). Марцеллин Комит называл Мунда «гетом», то есть готом; Иоанн Малала и Феофан Исповедник — гепидом, сыном короля Гиесма, скончавшегося в 480-х годах. Последнюю версию исследователи считают наиболее правдоподобной.

### Союзник остготов
В первые годы VI века Мунд бежал от гепидов за Дунай (вероятно, на правый берег реки). Там он собрал большое войско из местных крестьян и разбойников и начал грабить соседние территории, контролируемые гепидами и империей.
В 504 году между Тразарихом и правителем Италии Теодорихом Великим разразилась война. Король остготов направил против гепидов войско во главе с комитом Питцей. Тот выступил в Иллирик и разгромил в сражении у Сирмия войско Тразариха и его союзников, гепидов Гундерита и булгаров. Король Тразарих бежал с поля боя, а Сирмий был захвачен остготами. Среди пленённых здесь была и мать правителя гепидов. Затем в 505 году с помощью Мунда Питца разбил в сражении при Горреум Марги войско военного магистра Иллирика Флавия Сабиниана. Эти победы не только позволили остготам установить власть над землями вокруг Сирмия, но и присоединить к своим владениям территории бывших римских провинций Паннонии Второй и Верхней Мёзии с городом Сингидуном. После этого Мунд принял предложение Теодориха Великого перейти к нему на службу и оставался в Италии до смерти короля в 526 году. Затем Мунд вернулся на родину.

### Подданный Юстиниана I
В 529 году Мунд направил посланника к Юстиниану, предлагая свою преданность. Это предложение было принято и Мунд был назначен magister militum per Illyricum, главой всех войск в Иллирии и вдоль дунайской границы. Следующие два года он отражал вторжения славян и болгар на Балканы, отправляя в Константинополь богатую добычу.
В 531 году Мунд стал на непродолжительное время magister militum per Orientem, заменив Велизария после его поражения при Каллинике, но, вероятно, Мунд так и не отправился на Восток, чтобы принять там командование. В январе 532 года он был снова назначен командиром иллирийских войск. В том же месяце он с отрядом наёмников-герулов находился в Константинополе когда там разразилось восстания Ника. Мунд сохранил верность Юстиниану и вместе с Велизарием участвовал в кровавом подавлении этого выступления.
Мунд остался командиром иллирийских войск и в дальнейшем. В 535 году, когда Юстиниан начал завоевание Италии, он повёл свои войска в удерживаемую готами Далмацию, тогда как Велизарий вторгся в Италию с моря. Мунд нанёс готам поражение и захватил столицу провинции Салону, но в начале следующего года прибыла новая готская армия для отвоевывания провинции. В бою недалеко от Салоны сын полководца Маврикий, сопровождаемый небольшим отрядом, был захвачен и убит превосходящими силами готов. В ярости от потери сына Мунд предпринял вылазку, нанёс поражение готам, но был смертельно ранен при отступлении.